# Archivista
Archivista (italienisch für „Archivar“) ist eine Webanwendung zur Realisierung des papierlosen Büros. Mit ihr können Dokumente aus unterschiedlichen Quellen erfasst, sicher und durchsuchbar digital gespeichert und wieder exportiert werden. Sie wird von der Schweizer Archivista GmbH hergestellt, die dazu auch vorinstallierte Komplettlösungen mit Hardware, die sogenannten ArchivistaBoxen, und technischer Unterstützung vertreibt.
Die Software wird als freie Software unter den Bedingungen von Version 2 der GNU General Public License (GPL) verbreitet.
Die Entwicklung begann in den frühen 1990er Jahren zunächst als Software zur Verschlagwortung der Scans von Papierdokumenten.
Die Software steht bei vielen KMU-Unternehmen in der Schweiz und Deutschland im Einsatz.

## Merkmale
Das gesamte System wird unter anderem in Form von ISO-Abbilddateien angeboten, aus denen sich optische Medien erstellen lassen, die als direkt nutzbares sogenanntes Live-System bootfähig sind. Es kann als lokale Installation (auf der Maschine des Benutzers) oder über ein Rechnernetz genutzt werden. Es stellt mittels CUPS einen Druckerserver zur Verfügung, der Druckaufträge abfangen und in elektronischen Dokumentenformaten archivieren kann. Inhalte von IMAP-E-Mail-Postfächern können archiviert werden. Geräte wie Dokumentenscanner können im laufenden Betrieb eingebunden werden. Es setzt Langzeitarchivierung nach gesetzlich vorgeschriebenen Standards um. Die Dokumentenarchiv-Datenbank kann mit Volltextsuche durchforstet und sämtliche Dokumente im PDF ausgegeben werden. Es können auch Archiv-DVDs mit enthaltener Betrachter-Software erzeugt werden. Es enthält eine Texterkennungslösung, durch die die gespeicherten rastergraphischen Abbilder gescannter Papierdokumente durchsuchbar gemacht werden können. Auch Strichcodes und die Inhalte ausgefüllter Papier-Formulare können maschinell ausgelesen werden.
Seit dem Jahre 2019 ist eine neue Generation der ArchivistaBox auf dem Markt. Diese verfügt über einen modernen Linux-Desktop auf der Basis der Open-Source-Linux-Distribution AVMultimedia. Als Grundlage wird der Mate-Desktop verwendet. Mitgeliefert werden viele Applikationen, um sämtliche multimedialen Arbeiten direkt auf dem Desktop erledigen zu können. In Archivista WebDMS ist seit 2019 möglich, multimediale Dateien (Audio- und Video-Dateien) zu verwalten. Seit dem Sommer 2021 bietet die ArchivistaBox die optionale Spracherkennung Vosk direkt im Produkt integriert an.

## Technik
Die Software basiert auf Devuan und anderen freie-Software-Komponenten und verwendet durchgängig offene Dateiformate. Zum Zugriff auf Scannergeräte wird SANE verwendet. Die Texterkennungsfunktionalität basiert auf Tesseract Der Kern der modularen Anwendung ist in Perl und PHP geschrieben.